# Inquisitor aemula
Inquisitor aemula é uma espécie de gastrópode do gênero Inquisitor, pertencente a família Pseudomelatomidae.